# Ungsasfalva
Ungsasfalva (Orlyava, ukránul: Ірлява) település Ukrajnában, Kárpátalján, az Ungvári járásban.

## Fekvése
Ungvártól és Szerednyétől délkeletre fekvő település. Átfolyik rajta a Sztára.

## Története
Nevét 1417-ben Orlyava alakban, mint királyi birtokot említette oklevél. A birtokot az évben kapta a Nagytárkányi család királyi adományként Zsigmond királytól több beregi birtokkal: Benedeki, Zsukó, Kalnik és Ófalu birtokokkal együtt. Orlyavát azonban nem sokkal ezután Perényi Miklós királyi lovászmester kapta meg új királyi adományként.
1910-ben Ungsasfalva néven írták, ekkor 503 lakosából 9 magyar, 91 német, 403 ruszin volt. A lakosok közül 414 görögkatolikus, 89 izraelita volt. A trianoni békeszerződés előtt Ung vármegye Szerednyei járáshoz tartozott.

## Nevezetességek
- Görögkatolikus fatemploma - 1771-ben már állt. Anyakönyvet 1781-től vezetnek.